# Brunkronad prakttrast
Brunkronad prakttrast (Ptilorrhoa geislerorum) är en fågel i familjen vakteltrastar inom ordningen tättingar.

## Utbredning och systematik
Brunkronad prakttrast förekommer på östra Nya Guinea. Tidigare behandlades den som underart till blå prakttrast (P. caerulescens).

## Status
IUCN kategoriserar den som livskraftig.